# Aedes infirmatus
Aedes infirmatus é um espécie de mosquito do Género Aedes, pertencente à família Culicidae.